# Cornelis Kruseman
Cornelis Kruseman (ur. 25 września 1797 w Amsterdamie, zm. 14 listopada 1857 w Lisse) – holenderski malarz i grafik.
Był synem Alexandra Hendrika Krusemana (1765 – 1829) i Cornelii Bötger. W latach 1821–1825 wybrał się w podróż po Europie Odwiedził Szwajcarię, Włochy a na koniec odwiedził Paryż. W 1825, po powrocie do Holandii, zamieszkał w Hadze. 3 października 1832 roku poślubił Henriette Angelique Meijer. W 1841 roku przeniósł się do Włoch, gdzie przebywał sześć lat. Od 1847 do 1854 roku mieszkał w Hadze, a następnie aż do śmierci w Lisse.

## Twórczość
Cornelis Kruseman pobierał lekcje u Charlsa Howarda Hodgesa (1764–1837), Petrusa Ravelliego i Jeaan Augustina Daiwaille. Jego twórczość obejmuje zarówno portrety, obrazy biblijne jak i utrzymane w stylu klasycznym sceny z życia wsi włoskiej. Wśród jego wielu uczniów były Jan Adam Kruseman i Herman Frederik Carel Ten Kate (1822/91).